# Área postal CV
El área postal CV, también conocida como área postal de Coventry, es un grupo de distritos postales alrededor de Atherstone, Bedworth, Coventry, Kenilworth, Leamington Spa, Nuneaton, Rugby, Shipston-on-Stour, Southam, Stratford-upon-Avon y Warwick en Inglaterra.

## Cobertura
La cobertura aproximada de los distritos postales es:
| Distrito postal | Ciudad               | Cobertura | Autoridad local                                                    |
| --------------- | -------------------- | --- | ------------------------------------------------------------------ |
| CV1             | COVENTRY             | Coventry [Centro] (city centre, Hillfields, Gosford Green, Spon End)                                                                         | Coventry                                                           |
| CV2             | COVENTRY             | Coventry [NE] (Walsgrave-on-Sowe, Wyken, Stoke, Wood End, Potters Green, Bell Green, Aldermans Green)                                        | Coventry                                                           |
| CV3             | COVENTRY             | Coventry [SE] (Binley, Willenhall, Whitley, Cheylesmore, Styvechale, Finham, Binley Woods)                                                   | Coventry, Rugby                                                    |
| CV4             | COVENTRY             | Coventry [SO] (Tile Hill, Canley, Westwood Heath, University of Warwick, Gibbet Hill)                                                        | Coventry                                                           |
| CV5             | COVENTRY             | Coventry [NO] (Allesley, Eastern Green, Whoberley, Chapelfields, Earlsdon, Brownshill Green)                                                 | Coventry                                                           |
| CV6             | COVENTRY             | Coventry [N] (Foleshill, Longford, Holbrooks, Radford, Coundon, Rowley's Green), Hawkesbury                                                  | Coventry, Nuneaton & Bedworth                                      |
| CV7             | COVENTRY             | Exhall, Ash Green, Keresley, Meriden, Balsall Common, Berkswell, Corley, Arley, Ansty, Shilton                                               | Nuneaton & Bedworth, North Warwickshire, Coventry, Rugby, Solihull |
| CV8             | COVENTRY, KENILWORTH | Kenilworth, Baginton, Stoneleigh | Warwick                                                            |
| CV9             | ATHERSTONE           | Atherstone, Mancetter, Grendon, Baddesley Ensor, Baxterley, Hurley, Witherley, Twycross                                                      | North Warwickshire, Hinckley & Bosworth                            |
| CV10            | NUNEATON             | Nuneaton [N] y [O] (Weddington, Stockingford, Camp Hill, Galley Common), Caldecote, Fenny Drayton, Hartshill, Ansley                         | Nuneaton & Bedworth, North Warwickshire                            |
| CV11            | NUNEATON             | Nuneaton [Centro] y [E] (centro ciudad, Abbey Green, St. Nicolas Park, Horeston Grange, Attleborough, Whitestone), Burton Hastings, Bramcote | Nuneaton & Bedworth, Rugby                                         |
| CV12            | BEDWORTH             | Bedworth (excepto Exhall y Ash Green), Bulkington                                                                                            | Nuneaton & Bedworth                                                |
| CV13            | NUNEATON             | Market y pueblos vecinos | Hinckley & Bosworth                                                |
| CV21            | RUGBY                | Rugby [E] | Rugby                                                              |
| CV22            | RUGBY                | Rugby [SO] | Rugby                                                              |
| CV23            | RUGBY                | Rugby [NO] | Rugby                                                              |
| CV31            | LEAMINGTON SPA       | Leamington Spa [S], Whitnash, Radford Semele                                                                                                 | Warwick                                                            |
| CV32            | LEAMINGTON SPA       | Leamington Spa [N] | Warwick                                                            |
| CV33            | LEAMINGTON SPA       | Harbury y pueblos vecinos | Warwick, Stratford-on-Avon                                         |
| CV34            | WARWICK              | Warwick | Warwick                                                            |
| CV35            | WARWICK              | Wellesbourne, Kineton y pueblos vecinos | Warwick, Stratford-on-Avon                                         |
| CV36            | SHIPSTON-ON-STOUR    | Shipston-on-Stour y pueblos vecinos | Stratford-on-Avon                                                  |
| CV37            | STRATFORD-UPON-AVON  | Stratford-upon-Avon y pueblos vecinos | Stratford-on-Avon                                                  |
| CV47            | SOUTHAM              | Southam y pueblos vecinos | Stratford-on-Avon                                                  |

## Áreas adyacentes
Las áreas postales adyacentes a la de CV son (siguiendo las agujas del reloj desde el este): NN (Northampton) - OX (Oxford) - GL (Gloucester) - WR (Worcester) - B (Birmingham) - DE (Derby) - LE (Leicester)
- Datos: Q5014814